# The Sammio Motor Company
The Sammio Motor Company, vorher Sammio Motor Company und Sammio Motor Car Company, ist ein britischer Hersteller von Automobilen.

## Unternehmensgeschichte
Gary Janes gründete 2010 das Unternehmen Sammio Motor Company in Bournemouth in der Grafschaft Dorset. Er begann mit der Produktion von Automobilen und Kits. Der Markenname lautet Sammio. 2012 übernahm Andrew Powell das Unternehmen, änderte die Firmierung in Sammio Motor Car Company und verlegte den Sitz nach Preston in Lancashire. Gary Janes war damals ebenfalls beteiligt. Späterer Sitz war in Leyland in Lancashire. Insgesamt entstanden bisher über 90 Fahrzeuge. Seit 21. März 2017 lautet die Firmierung The Sammio Motor Company mit Sitz in Swindon in Wiltshire, geleitet von Michael Joseph Moore.
Es ist unklar, ob es eine Verbindung zu der am 17. November 2014 in Westbury-on-Trym bei Bristol gegründeten Sammio Motor Company Limited gibt.

## Fahrzeuge
Ein Modell ist der Spyder. Dies ist ein Roadster im Stil der 1950er Jahre. Die Basis bildet ein Fahrgestell von Triumph, wahlweise eines vom Triumph Herald mit Vierzylindermotor oder vom Triumph Vitesse mit Sechszylindermotor.
Der äußerlich identische Cheveux basiert auf dem Fahrgestell des Citroën 2 CV mit dessen Zweizylindermotor.
Der 2012 angekündigte Cordite ist ebenfalls ein Roadster im Stil der 1950er Jahre. Auch er basiert auf Triumph-Technik.
Eine Quelle nennt außerdem den G-46.